# 12 de marzo
El 12 de marzo es el 71.ᵉʳ (septuagésimo primer) día del año del calendario gregoriano y el 72.º en los años bisiestos. Quedan 294 días para finalizar el año. 

## Acontecimientos
- 538: Witiges, rey de los ostrogodos, finaliza su sitio de Roma y se retira a Rávena, dejando la ciudad en manos del victorioso general romano, Belisario.
- 1254: Da comienzo la redacción, por parte de Alfonso X de Castilla, llamado el Sabio, del denominado Libro complido de los juizios de las estrellas.[1]
- 1354: Pedro IV de Aragón funda la Universidad Sertoriana de Huesca.
- 1376: en la localidad de Vicenza, a 70 km al oeste de Venecia (en la actual Italia) se siente un violentísimo terremoto.[2]
- 1535: el capitán Francisco Pacheco funda la ciudad de Puerto Viejo, la primera que se erigió en la costa de Ecuador
- 1550: ocurre la Batalla de Penco, contienda librada en la Guerra de Arauco
- 1595: en Tolima (Colombia) entra en erupción el volcán Nevado del Ruiz, dejando un saldo de 636 víctimas.
- 1622: Ignacio de Loyola, fundador de los jesuitas, y Teresa de Jesús, fundadora de los carmelitas descalzos, son convertidos en santos por la Iglesia Católica.
- 1664: Nueva Jersey se convierte en una colonia de Reino Unido.
- 1732: Se expide Real Orden expedida en Sevilla donde se autorizó el establecimiento del Gobierno de Sonora y Sinaloa a cargo de un Gobernador y capitán general.
- 1806: En Venezuela, el prócer Francisco de Miranda enarbola por primera vez la bandera que se convertiría en la enseña de ese país.
- 1813: en Argentina, la Asamblea General Constituyente aprobó oficialmente el escudo nacional del país.
- 1833: Guerras carlistas: combate de Larremiar (Navarra), en el que se enfrentan Espoz y Mina y Zumalacárregui.
- 1854: Argentina: Se instala la Municipalidad en San Nicolás de los Arroyos.
- 1868: en la ciudad de Sídney (Australia), un tal Henry James O'Farrell intenta asesinar al príncipe Alfredo de Edimburgo. (Será ahorcado un mes después).
- 1871: Alemania: el astrónomo Karl Theodor Robert Luther descubre Amaltea (el quinto satélite de Júpiter).
- 1881: en Escocia (Reino Unido), Andrew Watson se convierte en el primer capitán escocés negro de la selección de fútbol de su país.
- 1888: en Nueva Jersey, Nueva York, Massachusetts y Connecticut continúa desde ayer la Gran Tormenta de Nieve de 1888, con vientos de 72 km/h. En los próximos dos días caerán más de 120 cm, haciendo que la gente queda encerrada en sus casas durante una semana.
- 1894: en Vicksburg (Misisipi) se venden las primeras botellas de Coca-Cola.
- 1896: en Chile se funda la comuna de Río Negro.
- 1908: el grupo panmacedonio se forma en Atenas para apoyar la minoría macedonia griega.
- 1913: Canberra se convierte en la capital de Australia.
- 1918: Moscú se convierte en la capital de Rusia quitando de ese privilegio que duraba 215 años a San Petersburgo. Lenin se instala en el Kremlin.
- 1919: estalla en Egipto un movimiento nacionalista contra los británicos, que alcanzaría grandes proporciones.
- 1924: el máximo órgano del poder de Turquía abole el califato y el sultanato.
- 1925: Chiang Kai Shek asume el mando del Kuomintang.
- 1928: en California (Estados Unidos) se rompe la presa de San Francisco; mueren unas 400 personas.
- 1930: en la India, Mahatma Gandhi conduce la Marcha de la Sal. El líder pacifista y su séquito recorren 300 km hacia el mar para desafiar el monopolio que el Imperio británico realizaba sobre la sal.
- 1933: Gran Depresión: Franklin D. Roosevelt se dirige a la nación estadounidense por primera vez como presidente.
- 1938: Alemania se anexiona Austria, el llamado Anschluss planificado por los nazis.
- 1939: Finlandia capitula ante la Unión Soviética.
- 1939: coronación del papa Pío XII.
- 1940: en Moscú (Unión Soviética) ―en el marco de la Segunda Guerra Mundial― Finlandia firma el Tratado de Paz de Moscú con la Unión Soviética, cediendo casi toda la zona de Karelia. Las tropas finesas desalojan la población residente.
- 1943: En el ámbito de la Segunda Guerra Mundial, la ciudad alemana de Essen es bombardeada siendo destruidas buena parte de las fábricas Krupp.[3]
- 1945: En el marco de la Segunda Guerra Mundial, la ciudad alemana de Dortmund es bombardeada por 1108 aviones que lanzaron 4158 bombas, produciéndose 1148 víctimas mortales y 2451 gravemente heridos.[3]
- 1945: En el ámbito de la Segunda Guerra Mundial, la ciudad alemana de Swinemünde, en la actualidad ciudad polaca llamada Swinoujscie en la voivodia de Pomerania Occidental, es bombardeada por 671 bombarderos y 412 cazas que arrojaron 1609 toneladas de bombas, causando 23.000 víctimas, la mayoría civiles, pero nadie se ocupó de contarlas, ni las de los 13 buques hundidos.[3]
- 1947: la Doctrina Truman se proclama para erradicar el comunismo.
- 1948: en Costa Rica estalla la guerra civil, provocada por las anulación de las elecciones presidenciales en las que había sido elegido Otilio Ulate Blanco.
- 1950: los belgas aprueban en referéndum el retorno del rey Leopoldo.
- 1955: en el Sitio de pruebas de Nevada, Estados Unidos detona su bomba atómica Hornet (‘avispón’), de 4 kilotones. Es la bomba n.º 56 de las 1132 que Estados Unidos detonó entre 1945 y 1992.
- 1958: concluyen los ataques de bandas armadas marroquíes del partido Istiqlal contra las guarniciones españolas de Ifni.
- 1967: Suharto releva en el poder a Sukarno y se convierte en presidente de Indonesia.
- 1967: en Reino Unido se lanza el álbum The Velvet Underground and Nico, el primero de la banda Velvet Underground.
- 1968: la isla Mauricio se independiza del Imperio británico.
- 1971: Hafez al-Assad es elegido jefe del Estado de Siria.
- 1977: asesinan en El Salvador a Rutilio Grande, considerado el primer mártir jesuita en la guerra civil de El Salvador.
- 1986: los españoles votan sí en referéndum a la permanencia del país en la OTAN.
- 1986: la sonda europea Giotto se encuentra con el cometa Halley.
- 1989: Tim Berners-Lee redacta el primer borrador que definió la web y el hipertexto, propuesta que sentará las bases de la red global de conocimiento colectivo.[4]
- 1993: Corea del Norte anuncia que se retira del Tratado de No Proliferación Nuclear y rechaza permitir que inspectores entren en las instalaciones nucleares.
- 1994: la Iglesia anglicana ordena a su primera mujer sacerdote.
- 1995: en la ciudad estadounidense de Salt Lake City (Utah), Gordon B. Hinckley es ordenado presidente de La Iglesia de Jesucristo de los Santos de los Últimos Días.
- 1996: En Washington, el Gobierno estadounidense aprueba la Ley Helms-Burton, que recrudece las medidas económicas y financieras contra Cuba.
- 1999: la República Checa, Hungría y Polonia ingresan en la OTAN.
- 2003: en Belgrado, el primer ministro serbio Zoran Djindic es asesinado.
- 2006: en Colombia se realizan las elecciones legislativas.
- 2006: en El Salvador se realizan las elecciones legislativas y municipales.
- 2012: En la ciudad de Punta Arenas, el Río Las Minas se desborda causando estragos en la ciudad y aproximadamente unas 800 familias damnificadas.[5]
- 2013: en la Ciudad del Vaticano se da inicio al cónclave del que saldrá elegido el sucesor de Benedicto XVI.
- 2014: en el barrio latino de Harlem, en la ciudad de Nueva York (Estados Unidos) se derrumban dos edificios.

## Nacimientos
- 1270: Carlos de Valois, hijo de Felipe III de Francia (f. 1325).
- 1479: Juliano II de Médicis, gobernador de Florencia (f. 1516).
- 1607: Paul Gerhardt, poeta e himnólogo alemán (f. 1676).
- 1613: André Le Nôtre, arquitecto francés (f. 1700).
- 1626: John Aubrey, anticuario y escritor inglés (f. 1697).
- 1672: Richard Steele, escritor y político irlandés (f. 1729).
- 1683: John Theophilus Desaguliers, filósofo franco-británico (f. 1744).
- 1685: George Berkeley, teólogo y filósofo irlandés (f. 1753).
- 1710: Thomas Arne, compositor británico (f. 1778).
- 1795: William Lyon Mackenzie, político canadiense (f. 1861).
- 1804: Gregorio Zambrano, empresario y político mexicano (f. 1873).
- 1812: Ignacio Comonfort, presidente mexicano (f. 1863).
- 1815: Louis Jules Trochu, militar y político francés (f. 1896).
- 1824: Gustav Kirchhoff, físico alemán (f. 1887).
- 1825: August Manns, director de orquesta alemán (f. 1907).
- 1835: Simon Newcomb, astrónomo y matemático estadounidense (f. 1909).
- 1837: Alexandre Guilmant, compositor francés (f. 1911).
- 1838: William Perkin, químico británico (f. 1907).
- 1843: Gabriel Tarde, sociólogo, criminólogo y psicólogo social francés (f. 1904).
- 1860: Eric Stenbock, poeta y escritor alemán (f. 1895).
- 1862: Mariano Dubón, sacerdote nicaragüense y Siervo de Dios (f. 1934).
- 1863: Gabriele D'Annunzio, escritor italiano (f. 1938).
- 1863: Vladimir Vernadsky, minerólogo y geoquímico ruso (f. 1945).
- 1864: William Rivers, psiquiatra y antropólogo británico (f. 1922).
- 1870: Gregorio D. Martínez, médico y político mexicano (f. 1950).
- 1879: Alfred Abel, actor alemán (f. 1937).}
- 1888: Hans Knappertsbusch. director de orquesta alemán (f. 1965)
- 1889: Þórbergur Þórðarson, escritor islandés (f. 1974).
- 1889: Idris I, rey libio (f. 1983).
- 1890: Vátslav Nizhinski, bailarín y coreógrafo polaco (f. 1950).
- 1891: Wilhelm Reinhardt, militar y aviador alemán (f. 1918).
- 1894: Henri Cliquet-Pleyel, músico francés (f. 1963).
- 1900: Inés Murray, actriz y vedette argentina (f. 1984).
- 1900: Gustavo Rojas Pinilla, militar y dictador colombiano, presidente entre 1953 y 1957 (f. 1975).
- 1904: Liudmila Kéldysh, matemática rusa (f. 1976).
- 1907: José Guerra Vicente, compositor, violonchelista y profesor lusobrasileño (f. 1976).
- 1907: Dorrit Hoffleit, astrónoma estadounidense (f. 2007).
- 1908: Rita Angus, pintora neozelandesa (f. 1970).
- 1911: Gustavo Díaz Ordaz, presidente mexicano entre 1964 y 1970 (f. 1979).
- 1913: Aquiles Roggero, violinista, director de orquesta y compositor argentino de tango (f. 1977).
- 1914: Dringue Farías, actor argentino (f. 1980).
- 1915: Alberto Burri, pintor italiano, considerado el creador del expresionismo abstracto (f. 1995).
- 1918: Elaine de Kooning, artista estadounidense (f. 1989).
- 1919: Miguel Gila, humorista español (f. 2001).
- 1919: Guillermo Verdejo Vivas, político español (f. 2011).
- 1921: Gordon MacRae, actor estadounidense (f 1986).
- 1922: Jack Kerouac, escritor estadounidense (f. 1969).
- 1924: Arístides Bastidas, periodista venezolano (f. 1992).
- 1925: Louison Bobet, ciclista francés (f. 1983).
- 1925: George Delerue, compositor francés (f. 1992).
- 1925: Leo Esaki, físico japonés, premio nobel de física en 1973.
- 1926: José Santos Meza Cortés, entrenador deportivo mexicano (f. 2013).
- 1926: Minerva Mirabal, militante antitrujillista y abogada dominicana (f. 1960).

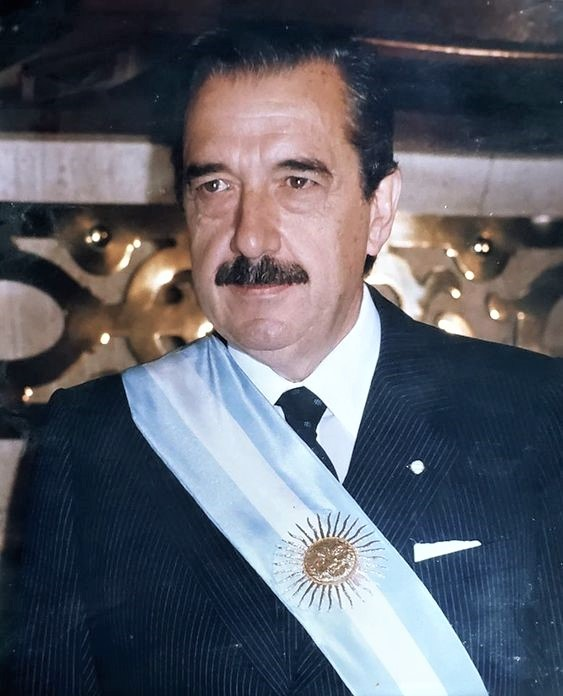
Raúl Alfonsín.

- 1927: Raúl Alfonsín, abogado y político argentino, presidente entre 1983 y 1989 (f. 2009).[6]
- 1928: Edward Albee, escritor estadounidense (f. 2016).
- 1928: Aldemaro Romero, pianista, compositor, director de orquesta y arreglista venezolano (f. 2007).
- 1928: José Miguel Varas, locutor, periodista y escritor chileno (f. 2011).
- 1929: Win Tin, periodista birmano (f. 2014).
- 1933: Jesús Gil, empresario español (f. 2004).
- 1933: Barbara Feldon, actriz estadounidense.
- 1936: Alfredo López Austin, historiador mexicano (f. 2021).
- 1938: Johnny Rutherford, piloto de automovilismo estadounidense.
- 1938: Alberto de Luque, cantante y compositor paraguayo (f. 2020).
- 1938: Ron Tutt, baterista estadounidense (f. 2021).
- 1939: Jude Milhon, hacker y escritora estadounidense (f. 2003).
- 1939: Ramón Espinosa Martín, militar cubano (f. 2024).
- 1940: Al Jarreau, cantante estadounidense de jazz (f. 2017).
- 1942: Ratko Mladić, militar y genocida bosnio.
- 1946: Liza Minnelli, cantante y actriz estadounidense.
- 1946: Frank Welker, actor de voz estadounidense.
- 1947: Mitt Romney, político estadounidense.
- 1948: James Taylor, músico estadounidense.
- 1949: Rob Cohen, director, productor y guionista de cine estadounidense.
- 1950: Javier Clemente, jugador y entrenador de fútbol español.
- 1952: Benjamín Arellano Félix, narcotraficante mexicano.
- 1953: Margarita Belandria, escritora jurista, filósofa y poeta venezolana.
- 1956: Lesley Manville, actriz británica.
- 1956: Steve Harris, bajista y compositor británico, fundador de la banda Iron Maiden.
- 1957: Patrick Battiston, futbolista francés.
- 1960: Courtney B. Vance, actor estadounidense.
- 1962: Julia Campbell, actriz estadounidense.
- 1962: Ladislav Totkovič, futbolista y entrenador eslovaco (f. 2016).
- 1962: Johnny Watson, futbolista peruano, víctima de la Tragedia aérea del Club Alianza Lima (f. 1987).
- 1962: Titus Welliver, actor estadounidense.
- 1963: Joaquim Cruz, atleta brasileño.
- 1965: Mauro Entrialgo, humorista gráfico español.
- 1965: José Antonio Santano, político español.
- 1965: Mirta Wons, actriz argentina.
- 1966: Luis Milla, futbolista español.
- 1967: Julio César Dely Valdés, futbolista panameño.
- 1968: Aaron Eckhart, actor estadounidense.
- 1969: Graham Coxon, músico británico, de la banda Blur.
- 1970: Dave Eggers, escritor estadounidense.
- 1970: Roy Khan, cantante noruego, de la banda Kamelot.
- 1971: Isaiah Rider, baloncestista estadounidense.
- 1972: Ernestina Pais, conductora de televisión argentina.
- 1972: Ricardo Gallen, guitarrista clásico español.
- 1972: James Maritato, luchador estadounidense.
- 1973: Pablo Illanes, escritor y guionista chileno.
- 1974: Scarlet Ortiz, actriz, exreina de belleza, modelo y presentadora de televisión.
- 1975: Srđan Pecelj, futbolista bosnio.
- 1976: María Adánez, actriz española.
- 1977: Ramiro Corrales, futbolista estadounidense.
- 1977: Antonio Mateu Lahoz, árbitro de fútbol español.
- 1977: Guille Mostaza, productor musical, compositor y cantante español.
- 1979: Pete Doherty, músico británico, de la banda Babyshambles.
- 1979: Edwin Villafuerte, futbolista ecuatoriano.
- 1979: Gerard López, futbolista y entrenador español.
- 1980: Angélica Blandon, actriz colombiana.
- 1980: Eduardo Orozco, actor venezolano.
- 1980: Arap Bethke, actor keniano.
- 1982: Gonzalo Heredia, actor argentino.
- 1982: Gabriel Ucar, futbolista sueco.
- 1984: Shreya Ghoshal, cantante de playback de la India.
- 1984: Jaimie Alexander, actriz estadounidense.
- 1985: Stromae (Paul Van Haver), compositor, productor y cantante belga.
- 1986: Danny Jones, vocalista, guitarrista y compositor británico, de la banda McFly.
- 1986: František Rajtoral, futbolista checo (f. 2017).
- 1986: Oleg Dopilka, futbolista ucraniano.
- 1987: Manuele Boaro, ciclista italiano.
- 1989: Silvia Meseguer, futbolista española.
- 1989: Alanzo Adlam, futbolista jamaiquino.
- 1989: Vytautas Černiauskas, futbolista lituano.
- 1990: Vanessa Pose, actriz venezolana.
- 1990: Ilija Nestorovski, futbolista macedonio.
- 1991: Niclas Heimann, futbolista alemán.
- 1991: Felix Kroos, futbolista alemán.
- 1991: Jo Mersa Marley, cantante estadounidense (f. 2022).
- 1992: Jiří Skalák, futbolista checo.
- 1992: Daniele Baselli, futbolista italiano.
- 1994: Christina Grimmie, cantante, actriz, youtuber y compositora estadounidense. (f. 2016).
- 1995: Guillermo Cotugno, futbolista uruguayo.
- 1996: Robert Murić, futbolista croata.
- 1996: Robert Bartczak, futbolista polaco.
- 1996: Stijn Spierings, futbolista neerlandés.
- 1997: Felipe Vizeu, futbolista brasileño.
- 1997: Aubrey Gold, actriz pornográfica y modelo erótica estadounidense.
- 1997: Dean Henderson, futbolista británico.
- 1997: Allan Saint-Maximin, futbolista francés.
- 1997: Tokuma Suzuki, futbolista japonés.
- 1997: Raúl Feher, futbolista rumano.
- 1997: Amjad Attwan, futbolista iraquí.
- 1997: Juan Sebastián Reyes Farell, futbolista boliviano.
- 1997: Hanne Maudens, atleta belga.
- 1997: Takumu Furuya, atleta japonés.
- 1997: Eric Demers, baloncestista estadounidense.
- 1997: Fiona Ferro, tenista franco-belga.
- 1997: Marine Cabirou, ciclista francesa.
- 1997: Ómar Ingi Magnússon, balonmanista islandés.
- 1997: Nike Lorenz, jugadora de hockey sobre césped alemana.
- 1998: Nikola Moro, futbolista croata.
- 1998: Giulio Maggiore, futbolista italiano.
- 1998: Emma Bading, actriz alemana.
- 1999: Sakura Oda, idol japonesa, de la banda Morning Musume.
- 1999: Florian Vermeersch, ciclista belga.
- 1999: Diego Ohlsson, futbolista chileno.
- 1999: Janja Garnbret, escaladora eslovena.
- 1999: José Cifuentes, futbolista ecuatoriano.
- 1999: Sergio Quintero, futbolista ecuatoriano.
- 1999: Brandon Servania, futbolista estadounidense.
- 1999: Rodrigo Vilca, futbolista peruano.
- 1999: Muhannad Al-Shanqeeti, futbolista saudí.
- 1999: Sophie Angus, nadadora canadiense.
- 2000: Álex Tamayo, baloncestista español.
- 2000: Scottie Lewis, baloncestista estadounidense.
- 2000: Søren Wærenskjold, ciclista noruego.
- 2000: Alexis Duarte, futbolista paraguayo.
- 2000: Andy Pelmard, futbolista francés.
- 2000: Javier Sánchez Santos, atleta español.
- 2000: Jan Kałusowski, nadador polaco.
- 2000: Tigist Mengistu, atleta etíope.
- 2000: Alessandro Plizzari, futbolista italiano.
- 2003: Malina Weissman, actriz y modelo estadounidense.
- 2006: Gabriel de Nassau, príncipe de Nasáu.
- 2006: Lee Re, actriz surcoreana.
- 2006: Tyler Dibling, futbolista británico.
- 2006: Archie Gray, futbolista británico.
- 2007: Xan Windsor, miembro de la familia real británica.

## Fallecimientos
- 417: Inocencio I, papa italiano canonizado por la Iglesia católica (n. ¿?).
- 604: Gregorio Magno, papa italiano canonizado por la Iglesia (n. ca. 540).
- 636: Sisenando, rey visigodo (n. ca. 605).
- 1374: Go-Kogon, emperador japonés (n. 1336).
- 1496: Johann Heynlin, humanista alemán (n. 1425).
- 1507: Cesare Borgia, gobernador y general italiano (n. 1475).
- 1620: Prudencio de Sandoval, clérigo benedictino y obispo de Tuy y Pamplona español (n. 1553).
- 1648: Tirso de Molina, dramaturgo español (n. 1579).
- 1730: Diego Morcillo Rubio de Auñón, militar español, virrey del Perú (n. 1642).
- 1787: Vicente García de la Huerta, poeta y dramaturgo español (f. 1734).
- 1815: Mariano Melgar, escritor peruano (n. 1790).
- 1832: Friedrich Kuhlau, compositor neerlandés (n. 1786).
- 1853: Mateo Orfila, científico español (n. 1787).
- 1906: Manuel Quintana, abogado y político conservador argentino, presidente entre 1904 y 1906 (n. 1835).
- 1914: George Westinghouse, inventor estadounidense (n. 1846).
- 1916: Marie von Ebner-Eschenbach, escritora austríaca (n. 1830).
- 1925: Sun Yat-sen, político y revolucionario chino (n. 1866).
- 1929: Asa Griggs Candler, hombre de negocios estadounidense (n. 1851).
- 1933: Xabier de Lizardi, poeta vasco (n. 1896).
- 1935: Patricio Arabolaza, futbolista español (n. 1893).
- 1937: Juan Torrendell, escritor español (n. 1869).
- 1937: Charles-Marie Widor, compositor francés (n. 1844).
- 1942: Robert Bosch, industrial alemán (n. 1861).
- 1943: Gustav Vigeland, escultor noruego (n. 1869).
- 1945: Friedrich Fromm, oficial alemán nazi (n. 1888).
- 1946: Ferenc Szálasi, político húngaro (n. 1897).
- 1948: Primitivo Yela Montalván, jurista, escritor y político ecuatoriano (n. 1878).
- 1955: Charlie Parker, saxofonista estadounidense de jazz (n. 1920).
- 1956: Bolesław Bierut, político polaco (n. 1892).
- 1964: Luisa Carnés, escritora y periodista española de la generación del 27 (n. 1905)
- 1984: Juana Mordó, marchante española (n. 1899).
- 1985: Eugene Ormandy, director de orquesta y violinista húngaro-estadounidense (n. 1899).
- 1987: Rutilio Grande, sacerdote católico jesuita salvadoreño (n. 1928).
- 1990: Héctor Ayala, compositor, folclorista y guitarrista argentino, padre de Héctor Ayala del dúo Vivencia (n. 1914).
- 1990: Wallace Breem, escritor británico (n. 1926).
- 1990: Philippe Soupault, poeta, crítico, político y escritor surrealista francés (n. 1897).
- 1991: Ragnar Granit, científico finés, premio Nobel de Fisiología o Medicina en 1967 (n. 1900).
- 1998: Beatrice Wood, ceramista, pintora y superviviente del trasatlántico RMS Titanic (n. 1893).
- 1999: Yehudi Menuhin, violinista israelí (n. 1916).
- 2001:
  - Henry Lee Lucas, asesino en serie estadounidense (n. 1936).
  - Robert Ludlum, novelista estadounidense (n. 1927).
- 2002: Spyros Kyprianou, político chipriota (n. 1932).
- 2002: Jean-Paul Riopelle, pintor y escultor canadiense (n. 1923).
- 2003: Zoran Djindjic, primer ministro serbio (n. 1952).
- 2003: Howard Fast, escritor, novelista y guionista estadounidense (n. 1914).
- 2003: Andrei Kivilev, ciclista kazajo (n. 1973).
- 2007: César Albiñana García-Quintana, jurista español (n. 1920).
- 2008: Jorge Guínzburg, humorista, guionista y productor de televisión, radio y teatro argentino (n. 1949).
- 2008: Lazare Ponticelli, último veterano francés de la Primera Guerra Mundial (n. 1897).
- 2009: Blanca Varela, escritora peruana (n. 1926).
- 2010: Miguel Delibes, escritor español (n. 1920).
- 2011: Italo Pizzolante, poeta y músico venezolano (n. 1928).
- 2011: Joe Morello, músico estadounidense de jazz, baterista del cuarteto de Dave Brubeck (n. 1928).
- 2011: Nilla Pizzi, cantante italiana (n. 1919).
- 2012: Jean-Pierre Salignon, baloncestista francés (n. 1928).
- 2013: Teresa Mattei, expartisana italiana, política y activista por los derechos de la mujer y de la infancia (n. 1921).
- 2013: Clive Burr, baterista británico, de la banda Iron Maiden (n. 1957).
- 2014: Věra Chytilová, cineasta checa (n. 1929).
- 2015: Michael Graves, arquitecto estadounidense (n. 1934).
- 2015: Terry Pratchett, escritor británico (n. 1948).
- 2016: Lloyd Shapley, matemático y economista estadounidense (n. 1923).
- 2018: Jorge Luis Hortúa, cantautor colombiano (n. 1966).
- 2019: José Alzuet, pintor y ceramista español (n. 1928).
- 2021: Goodwill Zwelithini kaBhekuzulu, monarca sudafricano, rey de los zulúes entre 1968 y 2021 (n. 1948).
- 2022:
  - Alain Krivine, político francés (n. 1941).
  - Karl Offmann, político mauriciano, presidente de Mauricio entre 2002 y 2003 (n. 1940).
- 2024: Sergio Giral, director de cine cubano (n. 1937).

## Celebraciones
- Día Mundial del Glaucoma.[7]
(en inglés: World Glaucoma Day).

- Día Mundial Contra La Censura Cibernética.
También conocido como Día Mundial Contra la Censura en Internet.[8]

- Día Internacional de los Tuiteros.[9]

Por países
(Por orden alfabético)
- Argentina: 
  - Día del Escudo Nacional.[10]

- Indonesia: 
  - Vacaciones de Hari Raya Nyepi.[11]

- Mauricio: 
  - Día de la Independencia y de la República.[11]

- Pakistán: 
  - Día festivo bancario.[11]

- Venezuela: 
  - Día de la Bandera.
(celebrado hasta 2006).

- Zambia: 
  - Día de la Juventud.[11]

### Santoral católico

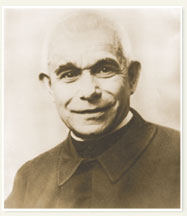
Don Orione.

- San Maximiliano de Tebeste, mártir (f. 295).[12]
- Santos Mígdono, Eugenio, Máximo, Domna, Mardonio, Pedro, Esmaragdo e Hilario de Nicomedia, mártires (f. 303).
- San Pedro de Nicomedia, mártir (f. 303).
- San Inocencio I, papa (f. 417).
- San Pablo Aureliano, obispo (s. VI).[12]
- San Gregorio I, papa (f. 604).
- San Teófanes de Sigriana, monje (f. 817).[12]
- San Elpegio de Winchester, obispo y monje (f. 951).[12]
- Beata Fina de San Geminiano, virgen (f. 1253).[12]
- Beato Jerónimo Gherarducci, presbítero (f. c. 1369).[12]
- Beata Justina Francucci Bezzoli, virgen y reclusa (f. 1319).[12]
- San José Zhang Dapeng, mártir (f. 1815).[12]
- Beata Ángela Salawa, virgen (f. 1922).
- San Luis Luis Orione, presbítero (f. 1940).[12][13](imagen ilustrativa).